# Síndrome de húbris
Síndrome de húbris, também conhecida por síndrome da presunção, corresponde a um padrão de comportamento provocado pela exposição a um cargo de poder, que se reflete pelo transtorno de personalidade de homens e mulheres impulsivos e imprudentes devido aos seus arroubos autoritários e desequilíbrio emocional.
O termo húbris é um conceito grego que significa “excesso,” que traduzimos como tudo aquilo que passa da medida, como arrogância exagerada ou insolência em demasia, que na mitologia grega eram atitudes consideradas afrontosas contra os deuses e acabavam em punição. E na civilização romana a húbris era vista como “petulância” de homens que sucumbiam a um desfecho desonroso.
De um modo geral, as pessoas com síndrome de húbris apresentam três ou mais destes sinais:
1. – uma propensão narcísica para ver o mundo em primeiro lugar como uma arena para exercer o poder e procurar a glória;
2. – predisposição para fazer coisas de forma a melhorar a sua imagem;
3. – uma preocupação desproporcionada com a imagem e a apresentação;
4. – uma forma messiânica de falar daquilo que está a fazer e tendência para a exaltação;
5. – identificação com a nação ou a organização ao ponto de o indivíduo achar que os seus pontos de vista e interesses são idênticos;
6. – tendência para falar de si na terceira pessoa ou uso do plural majestático;
7. – confiança excessiva no seu próprio julgamento e condescendência em relação aos conselhos ou críticas dos outros;
8. – crença exagerada em si mesmo, na fronteira da sensação da omnipotência;
9. –mais do que ser responsabilizável perante tribunal mundano dos colegas ou da opinião pública, acha que será julgado pela História ou por Deus;
10. – crença inabalável de que nesse tribunal será ilibado;
11. – perda de contacto com a realidade, muitas vezes associado a isolamento progressivo;
12. – inquietude permanente, indiferença, impulsividade;
13. – tendência para que, ao apreciar a rectidão moral de uma determinada opção, considere custos e benefícios;
14. – incompetência hubrística: as coisas começam a correr mal por causa do excesso de confiança e ele nem se preocupa com as dissidências[1].